# بنجامين ماريري
بنجامين ماريري (بالإنجليزية: Benjamin Marere)‏ (15 ديسمبر 1983 بزيمبابوي - ) هو لاعب كرة قدم زيمبابوي في مركز الهجوم. شارك مع منتخب زيمبابوي لكرة القدم. أما مع النوادي، فقد لعب مع نادي بانانتس ونادي ديناموز وMwana Africa F.C. ‏.

## وصلات خارجية
- بنجامين ماريري على موقع قاعدة بيانات كرة القدم.إي يو (الإنجليزية)
- بنجامين ماريري على موقع ناشيونال فوتبول تيمز (الإنجليزية)